# Straßburg (Kärnten)

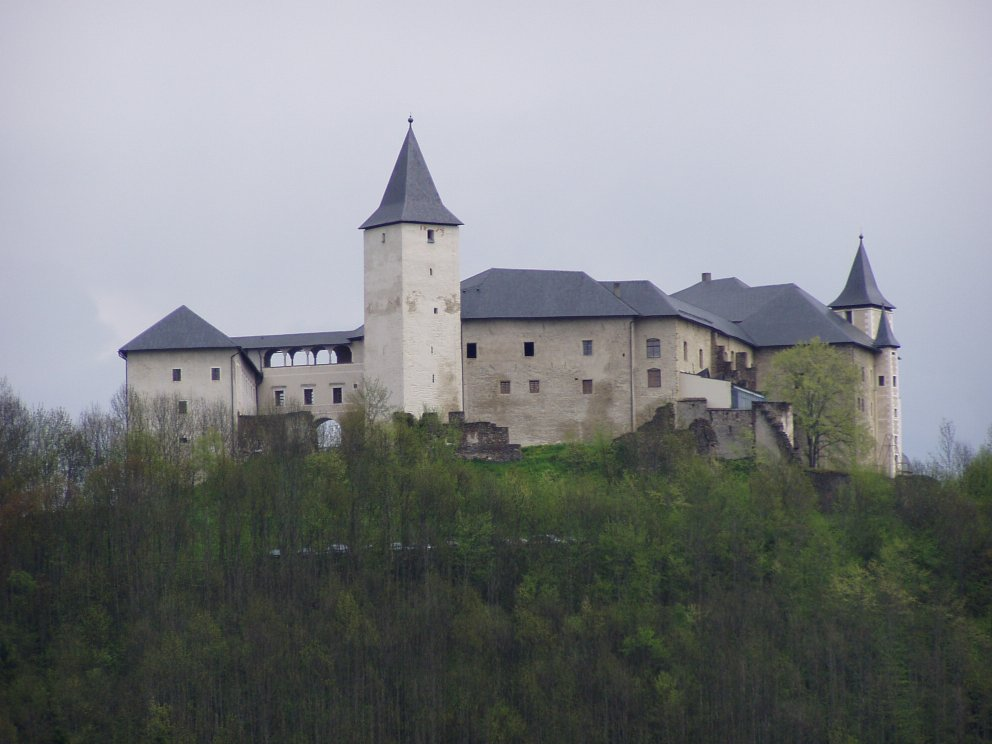
Schloss Straßburg

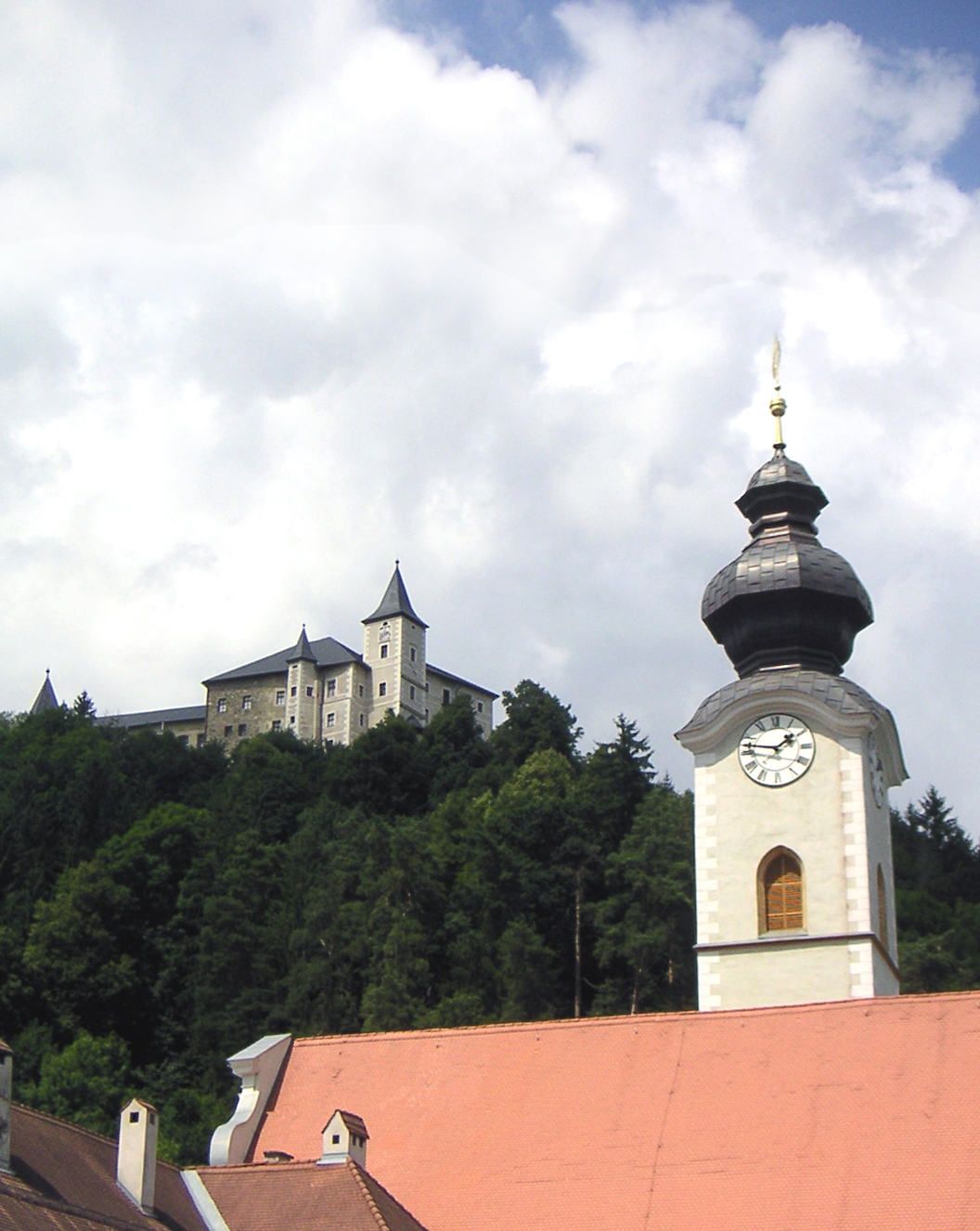
Schloss Straßburg, von der Stadt aus gesehen

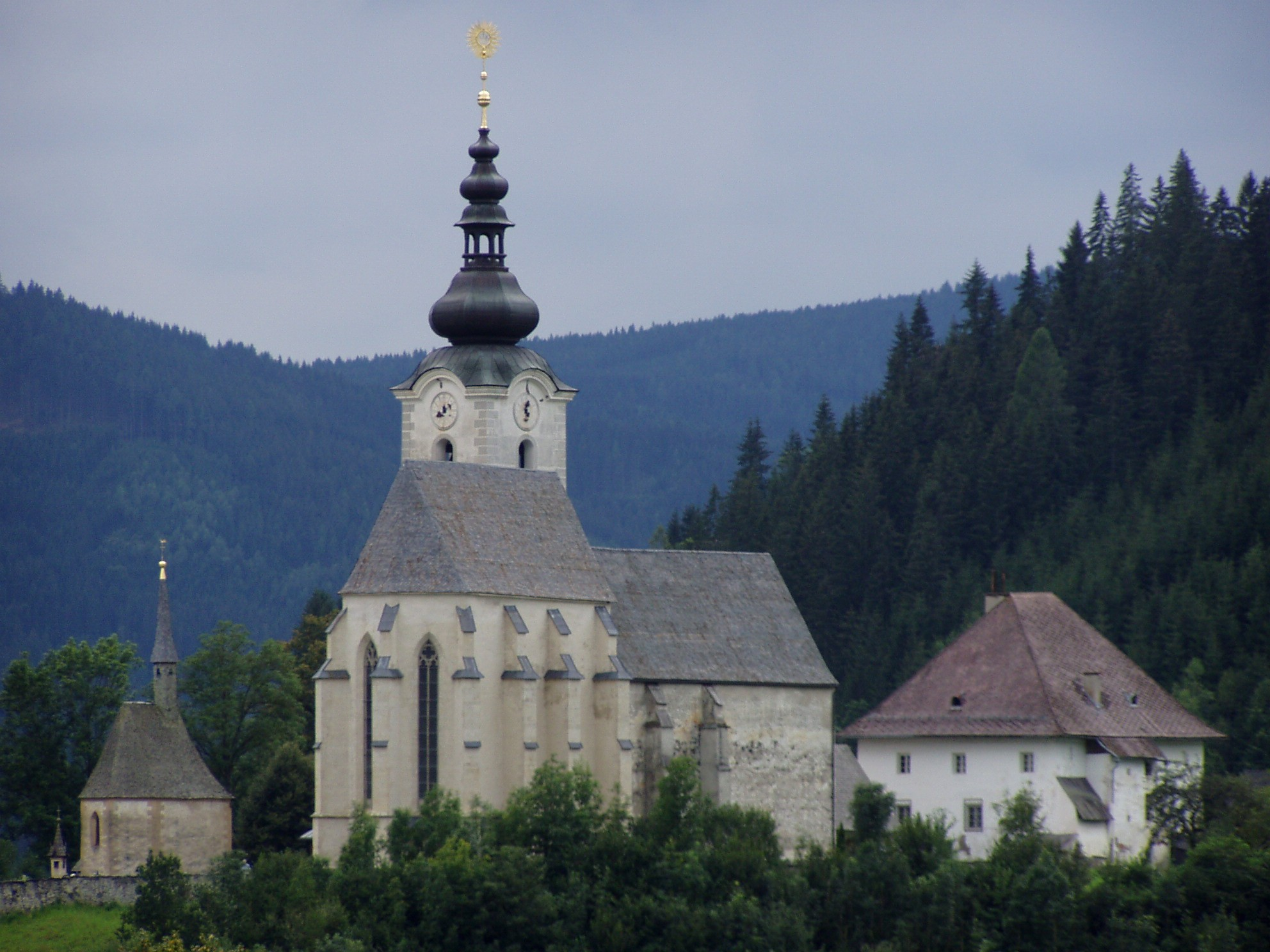
Lieding

Straßburg ist eine Stadtgemeinde mit 1978 Einwohnern (Stand 1. Jänner 2024) im Bezirk St. Veit an der Glan in Österreich, im Bundesland Kärnten.

## Geographie
Die Stadt liegt im Norden Kärntens im Gurktal inmitten der Gurktaler Alpen an der Gurk. Nachbargemeinden sind (im Uhrzeigersinn, beginnend im Norden) Metnitz, Friesach, Micheldorf, Althofen, Mölbling, Gurk und Weitensfeld.

### Stadtgliederung
Die Stadt gliedert sich in die drei Katastralgemeinden St. Georgen, Straßburg Land und Straßburg Stadt. Das Gemeindegebiet umfasst folgende 50 Ortschaften (in Klammern Einwohnerzahl Stand 1. Jänner 2024):
- Bachl (8)
- Buldorf (0)
- Dielach (7)
- Dobersberg (18)
- Drahtzug (5)
- Edling (6)
- Gassarest (5)
- Glabötsch (11)
- Gruschitz (14)
- Gundersdorf (30)
- Hackl (21)
- Hausdorf (22)
- Herd (19)
- Hohenfeld (14)
- Höllein (4)
- Kraßnitz (13)
- Kreuth (12)
- Kreuzen (12)
- Kulmitzen (0)
- Langwiesen (33)
- Lees (8)
- Lieding (5)
- Machuli (48)
- Mannsdorf (14)
- Mellach (66)
- Mitterdorf (16)
- Moschitz (11)
- Olschnitz (19)
- Olschnitz-Lind (14)
- Olschnögg (20)
- Pabenberg (0)
- Pöckstein-Zwischenwässern (43)
- Pölling (18)
- Ratschach (8)
- St. Georgen (50)
- St. Jakob ob Gurk (7)
- St. Johann (35)
- St. Magdalen (9)
- St. Peter (23)
- Schattseite (20)
- Schmaritzen (15)
- Schneßnitz (26)
- Straßburg-Stadt (1160)
- Unteraich (15)
- Unterfarcha (10)
- Unterrain (3)
- Wildbach (28)
- Wilpling (8)
- Winklern (25)

### Nachbargemeinden
| Metnitz     | Friesach                                    |            |
| Weitensfeld | Kompassrose, die auf Nachbargemeinden zeigt | Micheldorf |
| Gurk        | Mölbling                                    | Althofen   |

## Geschichte
864 schenkte König Ludwig der Deutsche dem Salzburger Erzbistum in dieser Gegend einen Besitz. Die Burg Straßburg wurde 1147 unter dem vierten Gurker Bischof Roman I. errichtet, im 15. Jahrhundert als Schloss ausgebaut und diente bis ins 18. Jahrhundert als Sitz der Gurker Bischöfe. Als Bischofssitz wurde der Ort der wichtigste Platz im Gurktal und so wurde 1229 Straßburg zum Markt erhoben und bereits 1382 erstmals urkundlich als Stadt erwähnt. Das Stadtrecht wurde 1402 von Fürstbischof Konrad III. von Helfenberg bestätigt. In den Jahren 1473 und 1476 kam es zu zwei Türkeneinfällen in Kärnten, da die osmanische Grenze durch Gebietsgewinne von der Republik Venedig sehr nahe an Österreich-Ungarn gerückt war. Auch das Gurktal war betroffen.
Nachdem die Straßburg 1767 durch ein Erdbeben stark beschädigt worden war, wurde die Residenz der Bischöfe zunächst auf Schloss Pöckstein und schließlich 1787 nach Klagenfurt verlegt. Die Ämter der bischöflichen Gutsverwaltung blieben noch bis 1858 in Straßburg. Durch die Verlegung des Bischofssitzes und der Gutsverwaltung verlor die Stadt zusehends an Bedeutung.
Das Gebiet der 1850 neu konstituierten Stadtgemeinde umfasste den Sprengel des ehemaligen Landgerichts Straßburg (ohne Gurk) und hat sich mit Ausnahme einer Gebietsabtretung eines Teils der KG Straßburg-Land an Gurk (1924/25) seither nicht verändert.
Verkehrlich wurde die Stadtgemeinde insbesondere durch die Gurktalbahn ab 1898 erschlossen und durch sie an die Südbahn angebunden, deren Betrieb in Straßburg allerdings 1972 endgültig eingestellt wurde; die gesamte Strecke wurde im Bereich der Gemeinde demontiert.

## Bevölkerung
Laut Volkszählung 2001 hat Straßburg 2.335 Einwohner, davon sind 95,0 % österreichische und 1,3 % bosnische Staatsbürger. 90,8 % der Bevölkerung bekennen sich zur römisch-katholischen Kirche, 1,0 % zur evangelischen Kirche und 2,2 % sind islamischen Glaubens. 3,3 % der Bevölkerung ist ohne religiöses Bekenntnis.

## Kultur und Sehenswürdigkeiten

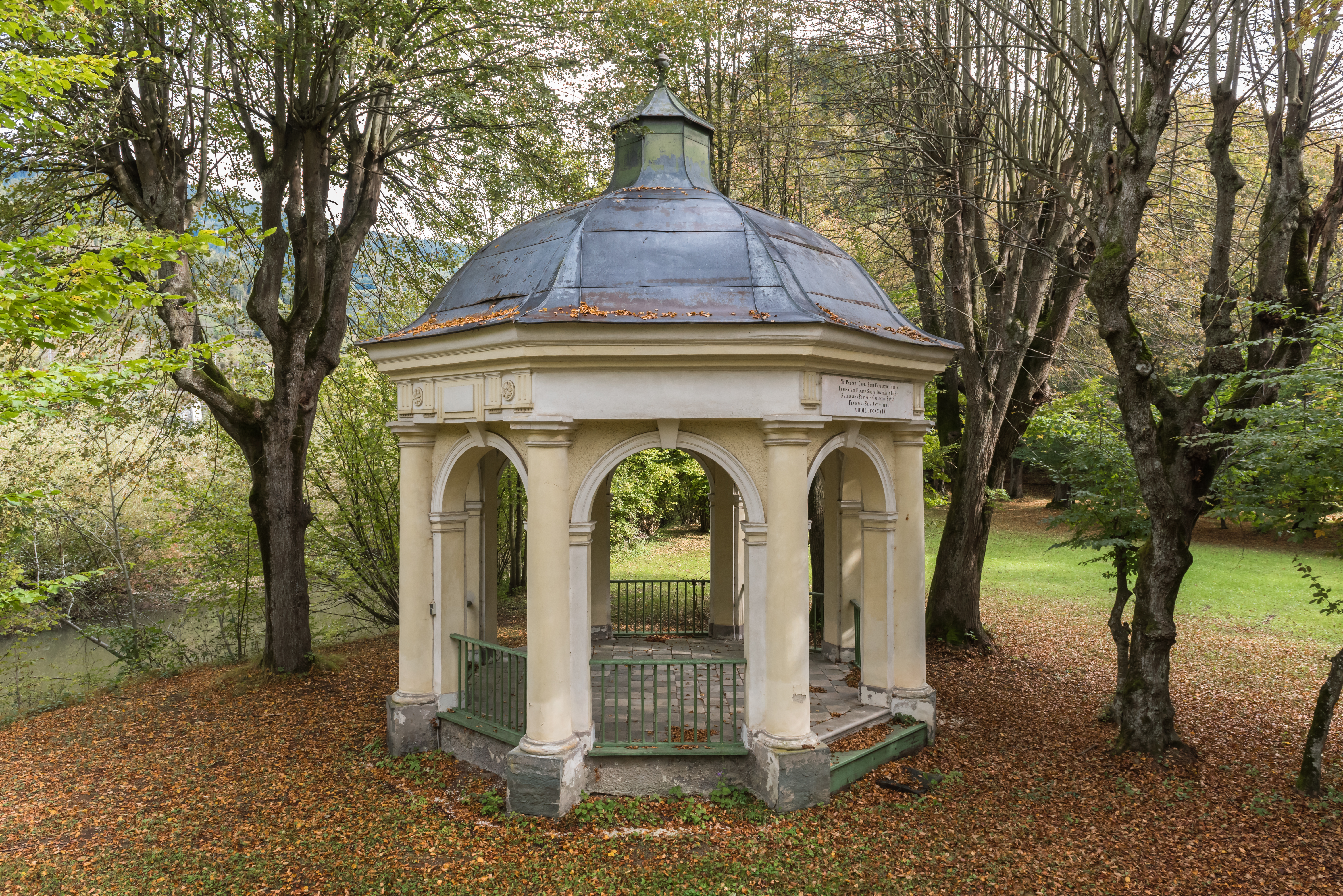
Monopteros im Schlosspark Pöckstein

- Schloss Straßburg, ehemalige Residenz der Fürstbischöfe von Gurk
- Schloss Pöckstein in Pöckstein-Zwischenwässern
- Katholische Pfarrkirche Straßburg hl. Nikolaus
- Katholische Pfarrkirche Kraßnitz hl. Martin
- Katholische Pfarrkirche Lieding hl. Margaretha

## Wirtschaft und Infrastruktur

### Wirtschaftssektoren
Von den landwirtschaftlichen Betrieben des Jahres 2010 wurden fast gleich viele im Haupt- und im Nebenerwerb betrieben. Die fünf von juristischen Personen geführten Betriebe bewirtschafteten über vierzig Prozent der Flächen. Im Produktionssektor waren sowohl die Anzahl der Firmen als auch die Anzahl der Mitarbeiter gleichermaßen auf die Bereiche Herstellung von Waren und Bauwirtschaft aufgeteilt. Die größten Arbeitgeber im Dienstleistungssektor waren die sozialen und öffentlichen Dienste mit 140 und der Handel mit fast 100 Mitarbeitern (Stand 2011).
| Wirtschaftssektor            | Anzahl Betriebe | Anzahl Betriebe | Anzahl Betriebe |      | Erwerbstätige | Erwerbstätige |
| Wirtschaftssektor            | 2021            | 2011            | 2001            | 2021 | 2011          | 2001          |
| ---------------------------- | --------------- | --------------- | --------------- | ---- | ------------- | ------------- |
| Land- und Forstwirtschaft 1) | 99              | 151             | 162             | 119  | 138           | 126           |
| Produktion                   | 30              | 15              | 17              | 237  | 139           | 169           |
| Dienstleistung               | 92              | 101             | 71              | 354  | 319           | 268           |

1) Betriebe mit Fläche in den Jahren 2010 und 1999

### Arbeitsmarkt, Pendeln
Im Jahr 2011 lebten 941 Erwerbstätige in Straßburg. Davon arbeiteten 360 in der Gemeinde und 581 pendelten aus. Von umliegenden Gemeinden kamen 236 Personen zur Arbeit nach Straßburg.

### Bildung
Neben Kindergarten und Volksschule gibt es in Straßburg auch eine Mittelschule.

### Verkehr
- Eisenbahn: Durch den Südosten des Gemeindegebietes verläuft die Südbahn. Der nächste Bahnhof befindet sich rund 10 Kilometer entfernt in Althofen.[9] Von der schmalspurigen Gurktalbahn, die das Gemeindegebiet durchzog, besteht nur noch ein kurzer Abschnitt von Althofen bis Pöckstein, der für Museumszüge genutzt wird.
- Straße: Die wichtigste Verbindung durch das Gemeindegebiet ist die Gurktal Straße B93. Im Südosten des Gemeindegebietes liegt bei Zwischenwässern die Kreuzung der B93 mit der Friesacher Straße B317, die von Judenburg über den Perchauer Sattel nach St. Veit an der Glan führt. Von der Kernortschaft Straßburg führt nach Norden die L62c über die Prekowa ins Metnitztal bei Grades sowie nach Süden die L67b über Gunzenberg nach Meiselding.

## Politik

### Stadtrat und Bürgermeister
Der Stadtrat von Straßburg hat fünf Mitglieder. Direkt gewählter Bürgermeister ist Franz Pirolt (FPÖ).
| Name                  | Zeitraum  | Name                 | Zeitraum  |
| --------------------- | --------- | -------------------- | --------- |
| Johann Vincenz Gorton | 1850–1861 | Wilhelm Freidl       | 1937      |
| Peter Martin          | 1861–1864 | Matthias Sagl        | 1937–1938 |
| Thomas Krall          | 1864–1867 | Wilhelm Rothenpieler | 1938–1939 |
| Johann Vincenz Gorton | 1867–1879 | Franz Truppe         | 1939–1945 |
| Heinrich Kaßegger     | 1880–1883 | Eduard Dietrich      | 1945      |
| Thomas Krall          | 1883–1886 | Hans Mitteregger     | 1945–1950 |
| Heinrich Kaßegger     | 1886–1892 | Hans Trocker         | 1950–1951 |
| Alois Strauß          | 1892–1895 | Franz Truppe         | 1951–1953 |
| Heinrich Kaßegger     | 1895–1896 | Hans Trocker         | 1953–1959 |
| Wilhelm Gorton        | 1896–1922 | Hans Aichern         | 1959–1964 |
| Franz Ruhdorfer       | 1924–1926 | Wilhelm Gorton       | 1964–1991 |
| Michael Stromberger   | 1926–1931 | Ferdinand Wachernig  | 1991–2009 |
| Jakob Leitgeb         | 1931–1932 | Franz Pirolt         | seit 2009 |
| Josef Truppe          | 1932–1935 |                      |           |
| Wilhelm Gorton        | 1935–1936 |                      |           |

### Gemeinderat
Der Gemeinderat besteht aus 19 Mitgliedern:.
- Er setzte sich nach der Gemeinderatswahl 2015 wie folgt zusammen: 9 FPÖ, 5 Straßburger Volkspartei und Unabhängige, 4 SPÖ, 1 BLS.[11]
- Er setzt sich nach der Gemeinderatswahl 2021 wie folgt zusammen: 9 FPÖ, 8 Straßburger Volkspartei und Unabhängige, 2 SPÖ.[12]

### Wappen
Die Führung eines Siegels ist für ca. 1346 (aufgrund der vermuteten Verleihung von Stadtrechten) erschlossen, in einer Urkunde vom 17. Februar 1382 ausdrücklich genannt, aber erst an einer Urkunde vom 12. Februar 1504 erhalten. Für Anlass und Grund der Motivwahl einer roten Rosette gibt es keine Hinweise.
Eine Bescheinigung der Wappenführung und die Neuverleihung der Flagge erfolgte am 19. Dezember 1969. Die amtliche Blasonierung des Wappens lautet: „In Gold eine achtblättrige rote Rosette, deren Kelch von einer silbergefassten blauen Scheibe gebildet wird, aus deren Mitte acht goldene Strahlen sternförmig zum Rand auf die silbernen Mittelrippen der Rosettenblätter zulaufen.“ Die Flagge ist Rot-Gelb-Blau mit eingearbeitetem Wappen.

### Städtepartnerschaften
- Strasburg (Uckermark), Deutschland
- Treppo Grande, Italien

Belege siehe:

## Persönlichkeiten

### Söhne und Töchter der Stadt
- Joseph Benedict (1809–1880), Jurist und Politiker
- Hermann Pischelsberger (* 7. April 1913 in Kreuth; † 23. Februar 1945), Widerstandskämpfer gegen das NS-Regime, im LG Wien hingerichtet
- Josef Guttenbrunner (1917–2000), Politiker (SPÖ)
- Hans Riedl (* 4. Februar 1919 in Straßburg in Kärnten; † 22. April 2007), Offizier des Österreichischen Bundesheeres
- Sepp Krassnitzer (* 1947), Musiker (Künstlername „Robinson“)

### Mit der Stadt verbundene Persönlichkeiten
- Wilhelm Gorton (* 8. Dezember 1864; † 6. Januar 1922), Politiker und Großgrundbesitzer; Bürgermeister und Ehrenbürger der Stadt Straßburg
- Wilhelm Gorton (* 1. Dezember 1922; † 25. August 2016), Industrieller, Politiker (ÖVP) und Großgrundbesitzer; Bürgermeister und Ehrenbürger der Stadt Straßburg
- Johann Jakob von Lamberg (1561–1630), katholischer Bischof von Gurk, gestorben in seiner Residenz zu Straßburg, beigesetzt in St. Nikolaus[15]
- Nik P. (* 6. April 1962 in Friesach, Kärnten), Schlagersänger und -komponist